# Surviving the Game (Skillet)
Surviving the Game è il primo singolo della band statunitense Skillet estratto dall'album Dominion.

## Video
Del brano musicale è stato realizzato un videoclip che è stato visto, al 14 gennaio 2022, 3,7 milioni di volte. Il video è stato diretto da Jon Vulpine.

## Tracce
1. Surviving the Game – 3:58